# Michael Scot
Pour les articles homonymes, voir Scot.
Michaelus Scotus (ou Michael Scot) (né vers 1175 en Écosse - mort après 1232) est un philosophe scolastique médiéval, un médecin, un alchimiste et un astrologue.
Dante Alighieri parle de lui comme celui qui connut les jeux trompeurs de la sorcellerie. Il s'est fait connaître en traduisant de l'arabe les commentaires d'Averroès sur les ouvrages d'Aristote (vers 1220).

## Biographie

### Jeunesse et formation
Michael Scot est né en Écosse. Mais les lieu et date précis de sa naissance restent aujourd'hui indéterminés. Certaines sources récentes parlent des environs de 1175 à Balwearie dans la région côtière de l'est de l'Écosse entre les estuaires de la Forth (Firth of Forth) et du Tay (Firth of Tay), le Fife - ce qui n'est guère vérifiable -, en tout cas vers la fin du XIIe siècle. Son cursus scolaire est également inconnu, certaines sources récentes parlent de la Durham School, l'École de cathédrale de Durham, puis l'Université d'Oxford et enfin l'Université de Paris, mais sa formation doit avoir été diversifiée et, puisqu'on l'a appelé plus tard généralement Michael Scot magister (maître), on peut également conclure qu'il a enseigné en université. On sait, en revanche, qu'il a grandi chez son oncle, qui l'envoya dans une université à l'étranger : jusqu'au XVe siècle, il n'en existait pas en Écosse. Quand a-t-il quitté les Îles britanniques ou l'Écosse, de nouveau c'est le mystère, mais on sait qu'il n'y est pas revenu, du moins pas de son vivant.
Avant qu'il aille à Tolède travailler comme traducteur et comme astrologue, il enseignait déjà la langue et la littérature latines. Il montra très tôt un vif intérêt pour les dénominations, les noms, les définitions et les étymologies, en lisant le livre « Étymologies (Etymologiæ) »  d'Isidore de Séville. Cette encyclopédie était la plus lue du prime-Moyen Âge et jouissait encore d'une grande considération chez les contemporains de Scot. L'usage qu'il en fait laisse supposer qu'il avait bénéficié d'une formation poussée dans le cadre de la formation cléricale et latine élémentaire.

### Son activité de traducteur à Tolède
Par sa proximité avec l'Espagne musulmane, Tolède était l'une des villes culturelles les plus importantes. Des traducteurs connus y travaillaient, comme Jean de Séville, Herman de Carinthie, Adélard de Bath, premier étudiant à venir de Grande-Bretagne, et Gérard de Crémone, le traducteur de l'Almageste de Ptolémée et de De caelo et mundo d'Aristote. La première date certaine dans la vie de Michael Scot est le 18 août 1217 lorsqu'il acheva la traduction d'un ouvrage astronomique arabe, le Kitab fi l-hai'a d'Alpetragius qui vivait encore à cette époque dans la péninsule espagnole.
Depuis combien de temps Michael Scot vivait-il à Tolède avant 1217, on ne le sait pas. Une étude récente à propos d'un passage écrit par Michael Scot sur les arcs-en-ciel multiples, un phénomène d'optique très rare compris seulement par la physique moderne et de récentes observations, suggère que Scot aurait connu le peuple Touareg, qui habite le désert du Sahara. Par contre, on sait qu'il traduisit encore, avant 1220, trois ouvrages d'Aristote dans leur édition arabe le Kitāb al-hayawān qui compile les trois ouvrages de zoologie attribués à Aristote, ouvrages qui eurent par la suite une grande influence du fait qu'Albert le Grand les utilisa pour son De animalibus. Bien que Guillaume de Moerbeke eût achevé le 23 décembre 1260 des traductions tirées directement du grec, on utilisait encore celles de Michael Scot au XVe siècle dans les universités.
Cependant, sa réputation comme traducteur repose avant tout sur ses traductions des commentaires par Averroès des écrits d'Aristote comme De anima, De sensu et sensato, De caelo et mundo, Physica et Metaphysica. Quatorze traductions des commentaires d'Averroès nous sont parvenues dont certaines ont été probablement achevées à la cour de Frédéric II (1194-1250). Ces traductions de l'arabe supposaient non seulement de très bonnes connaissances linguistiques, mais encore une maîtrise détaillée du contenu, puisque l'écriture arabe omet de retranscrire les voyelles, ce qui peut entraîner des fautes de compréhension importantes. D'après Renan, il se faisait assister par un juif nommé André . De sa très bonne connaissance des langues, et du fait qu'il ne traduisait pas directement du grec, nous avons aussi le témoignage du pape Grégoire IX (1227-1241) qui fit de grands éloges des connaissances de Michael Scot en arabe, en hébreu et en latin, sans mentionner le grec.

### Dernières années
Vers 1220, Michael Scot quitte Tolède pour Bologne où il se replie sur une petite activité médicale. Il arrive à guérir une tumeur. Entre 1224 et 1227, Michael Scot semble se trouver au service du pape Honorius III (?-1227) et de son successeur Grégoire IX. Le 31 mai 1224, il est nommé archevêque de Cashel en Irlande. Cependant, il doit renoncer à ce siège, car il manie mal l'irlandais. Le 9 mai 1227 on lui donne d'autres prébendes en Écosse et en Angleterre. Tout cela semble indiquer que Michael Scot appartenait au clergé bien qu'il ne fût d'aucun ordre religieux : c'est pourquoi Albert le Grand et Roger Bacon s'expriment à son sujet de façon négative. Après 1227, il n'apparaît plus dans les registres du pape et l'on peut supposer que c'est peu de temps après qu'il arriva à la cour de Frédéric II, empereur germanique de 1212 à 1250 ; ce fut probablement par l'entremise de Leonardo Fibonacci, qui appelait Michael Scot « le meilleur philosophe ».
La deuxième édition du Liber Abaci — l'œuvre phare des mathématiques médiévales rédigée par Fibonacci et publiée en 1228 — contient en préface la dédicace de 1227 CE à Michael Scot, qui aurait même participé à la présentation de la suite de Fibonacci .
Le rôle que Michael Scot joua en tant qu'astrologue à la cour de Frédéric II n'est pas encore entièrement connu. Il est certain qu'il travaillait comme traducteur à son service. À sa demande, il traduisit l'Abbrevatio de animalibus d'Avicenne que Frédéric II devait utiliser par la suite pour son livre de fauconnerie, De arte venandi cum avibus. En outre, il le conseillait dans les questions astrologico-philosophiques et rédigeait à la cour des traités médico-astrologiques. Frédéric II essaya aussi de profiter des conseils de son astrologue de cour à l'occasion d'une cure qu'il fit aux eaux de Puzzouli en octobre-novembre 1227. Une anecdote où Frédéric II met à l'épreuve son astrologue de cour et conseiller médical nous a été transmise par Salimbene de Parma : il lui demanda de calculer la distance entre le ciel dont il parlait toujours, et la pointe d'un clocher. L'astrologue fit le calcul et donna le résultat à l'empereur. Après quoi Frédéric fit en secret abaisser la tour de la largeur d'une main et demanda à Michael Scot de calculer encore une fois la distance, prétendant l'avoir oubliée. N'aboutissant pas au même résultat, Michael Scot en conclut que le ciel avait monté de la largeur d'une main ou que l'église avait baissé d'autant. L'empereur alors embrassa son astrologue pour avoir fait un calcul si exact. À supposer que cette petite histoire soit vraie, Michael Scot doit avoir été un génie et/ou Frédéric II avait voulu le tester, puisqu'il était son conseiller intime.
Certains affirment que Frédéric II se servait d'érudits comme Michael Scot comme intermédiaire dans ses échanges diplomatiques et scientifiques avec les souverains arabes comme le sultan Al-Kâmil en raison de sa connaissance de l'arabe, et, qu'il a même amené Michael Scot en Terre sainte durant la sixième croisade vers 1228-29,.

### Mort de Michael Scot
Michael Scot mourut vers 1232, alors qu'il était probablement encore au service de l'empereur. C'est du moins ce qu'indique un poème d'Henri d'Avranches qui séjournait alors à la cour de Frédéric II et qui a chanté son nouveau mariage. Sa mort est racontée de façon aussi anecdotique que le problème de la distance entre le ciel et un clocher et il existe peu de sources fiables à ce sujet. Francesco Pipino nous dit que Michael Scot avait prévu qu'il serait tué par une petite pierre et s'était donc fait une protection pour la tête, le Cerebrerium. Un jour, nous dit-il encore, pendant que Michael Scot assistait à la messe, il enleva cette coiffure comme il convenait, et justement alors une petite pierre tomba de la voûte et le blessa légèrement à la tête. Après qu'il eut considéré la pierre, il régla encore ses affaires et mourut peu après.

## Liber introductorius
Le Liber Introductorius maior in astrologiam (Grand Livre d'introduction à l'astrologie) est partagé en trois sections distinctes : 1) le Liber quatuor distinctionum (Livre des quatre distinctions), 2) le Liber particularis (Livre singulier), avec le De mirabilibus mundi (Des merveilles du monde), et 3) le Liber physiognomiae (Livre de physiognomonie). L'ensemble est dédié à l'empereur germanique Frédéric II (1194-1250), et le Liber physiognomiae a même été rédigé à son intention. La datation exacte de l'ouvrage se révèle difficile, mais dans l'introduction on parle de saint François, qui avait été canonisé le 16 juillet 1228. Cette introduction est, au moins, postérieure à cette date. La première partie de l'ouvrage, Liber quatuor distinctionum, nous est parvenue incomplète et était probablement inachevée à la mort de Michael. Il manque à cette partie comme au Liber particularis une unité interne ainsi qu'un ordonnancement fixe. Aussi n'est-il pas surprenant que le Liber physiognomiae soit regardé comme un livre isolé et ait connu, jusqu'en 1500 environ, pas moins de 20 éditions. Les deux premières parties traitent d'astronomie, d'astrologie, de météorologie, de  médecine, de musique et de computistique. On rencontre aussi un catalogue de questions de Frédéric II avec les réponses de Michael Scot. Dans le Liber physiognomiae, il traite de questions sur les rapports sexuels, la grossesse, l'embryologie et la physiognomie.
Ses conclusions laissent entrevoir des connaissances étendues, mais elles peuvent faire sourire le lecteur actuel. Ainsi écrit-il que l'homme peut vivre pendant 140 ans, puisqu'il y a quatorze articulations aux doigts et aux doigts de pied et que chaque articulation apporte dix ans de vie. Mais à cause des péchés la durée de la vie n'est au maximum que de 120 ans. De façon tout à fait empirique, il constate un peu plus loin que les femmes vivent plus longtemps que les hommes. Ensuite il conseille d'utiliser l'eau de source fraîche pour se laver et pour boire, parce que les pores se fermeraient en raison du froid de l'eau et que la chaleur naturelle serait préservée. Pendant les grandes chaleurs de l'été, il déconseille aux hommes d'avoir des rapports sexuels, qui seraient en revanche sans répercussions pour les femmes. En outre, il interdit la saignée au temps chaud, à moins que ce fût absolument nécessaire pour la maladie. Mais les différences entre gens des diverses régions l'intéressaient aussi. Il s'attachait surtout aux différences d'aspect, de langue, de comportement, de vêtements et à la conduite pendant les temps de paix et de guerre, aux différences quant à la santé et la maladie entre Lombards, Slaves, Allemands, Grecs, Mongols, Sarrasins, Écossais, Juifs et Égyptiens.
Dans ses autres ouvrages Ars Alchemiae et Vaticinium, Michael Scot traite pour le premier de la transformation des métaux et pour le second des prophéties sur les villes italiennes. Par la suite, il écrivit des textes plus courts sur l'alchimie et la médecine.

## L'alchimiste
Selon Robert Halleux, « le corpus [alchimique] de Michel Scot comprend trois traités principaux : l' Ars Alchemiae, le Lumen luminum, la Quaestio curiosa de natura Solis et Lunae. Dans ses écrits authentiques, Scot met en garde contre les tromperies des alchimistes, mais c'est un trait commun aux adeptes d'incriminer leurs rivaux. Par ailleurs, il s'y montre très averti des doctrines et des pratiques alchimiques. L' Ars Alchemiae a bien des chances d'être authentique. Quant au Lumen luminum, il est parfois attribué au Grec Dédale, et Michel Scot n'en serait que le traducteur. Enfin, la Quaestio curiosa semble postérieure » (Robert Halleux, Textes alchimiques, Turnhout, Brepols, 1979, p. 100-101).

## Œuvres
- Expositio super auctorem spherae (Exposé sur l'auteur de "La Sphère"), Bologna, 1495, 1518 : commentaire sur le Sphaera de Joannes de Sacrobosco, in Lynn Thorndike, The sphere of Sacrobosco and its Commentators, Chicago, University of Chicago Press, 1949, p. 248-342 ;
- traités alchimiques.
  - Ars alchimiae (L'art de l'alchimie) : S.H. Thomson (ed.), "The Texts of M. Scot's Ars alchemiae", in Osiris, 5, 1938, p. 523-559.
  - Lumen luminum : Wood Brown, An Enquiry into the Life and Legend of Michael Scot, Edimbourg, 1897, p. 240-268.
  - Quaestio curiosa de natura Solis et Lunae, apud Theatrum chemicum, 1659-1661, vol. V.
- Liber introductorius maior in astrologiam (Livre de la grande introduction à l'astrologie) (vers 1230) : G. M. Edwards (éd.), The 'Liber introductorius of Michael Scot, Ph. Dissertation, Los Angeles, University of Southern California, 1979. Comprend le Liber quatuor distinctionum, le Liber particularis (avec le De mirabilibus mundi), le Physiognomica...
  - Liber quatuor distinctionum
  - Liber particularis
  - Physiognomonica (Liber physiognomiae : Le livre de la physiognomonie) (partie du Liber introductorius), Venedig 1477, Louvain 1484, Basel 1485, Reutlingen 1486, Venedig um 1846, Lyon 1490, Leipzig 1495, Venedig 1503, 1505, Köln, Venedig 1508 etc. Ce livre a été introduit en 1580 dans le Grand Albert, très célèbre livre de magie populaire. Trad. : Le Grand et le Petit Albert, préface Bernard Husson, Paris, Pierre Belfond, 1970, p. 157-173.
- Voir : J. Ferguson, "Bibliographical Notes on the Works of M. Scot", in Records of the Glasgow Bibliographical Society, 9, 1931, 72-100.

Pseudo-Michael Scot
- Experimentum nigromantie : J. Wood Brown, An Enquiry into the Life and Legend of Michael Scot, Edinburh, 1897, p. 231-234.